# Campaña de Nueva York y Nueva Jersey

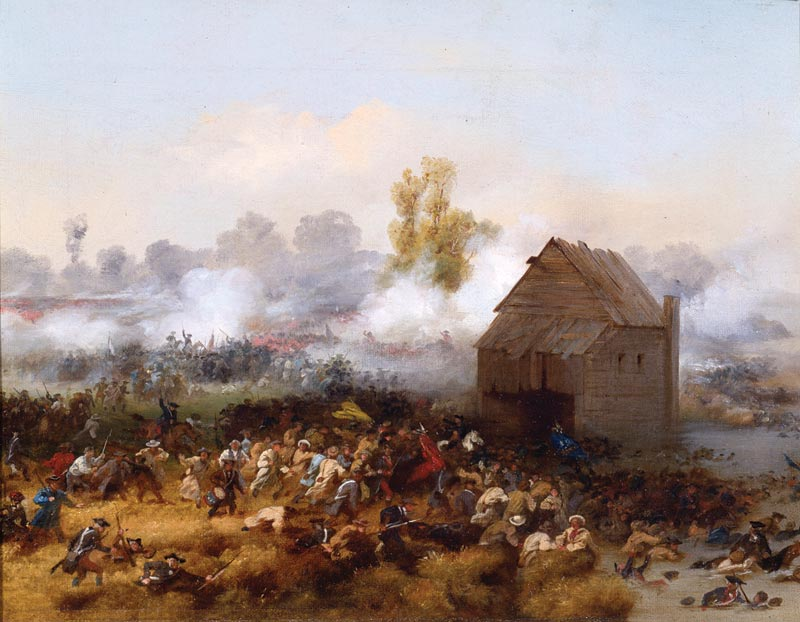
Lord Stirling liderando un ataque contra los británicos para permitir la retirada de las tropas en la batalla de Long Island, en 1776. Lienzo de Antonio Chappel

La Campaña de Nueva York y Nueva Jersey fue una serie de batallas acaecidas entre julio de 1776 y marzo de 1777 en Nueva York y Nueva Jersey, entre los Estados Unidos al mando del general George Washington y el Reino de Gran Bretaña (ayudado por tropas alemanas de Hesse-Kassel y Waldeck) a las órdenes del general William Howe. Esta campaña se engloba dentro de la guerra de Independencia de los Estados Unidos. 
El general Howe logró expulsar a Washington y sus tropas de Nueva York, pero se extralimitó al tratar de reconquistar Nueva Jersey. Solo consiguió unos cuantos puestos de avanzada cerca de la ciudad. Los británicos fijaron en Nueva York su cuartel general para el resto de la guerra y la utilizaron de base para expediciones contra otros objetivos.
En el primer desembarco sin oposición en Staten Island el 3 de julio de 1776, Howe reunió un ejército compuesto de soldados que habían sido retirados de Boston en marzo, tras su fracaso en mantener esa ciudad, junto con otras tropas británicas, así como tropas de Hesse arrendadas de varios principados alemanes.
Washington tenía soldados de Nueva Inglaterra, así como los regimientos de los estados al sur hasta Virginia. Desembarcando en Long Island en agosto, Howe derrotó a Washington en la batalla más grande de la guerra, pero el Ejército Continental fue capaz de retirarse a Manhattan protegidos por la oscuridad y la niebla. Washington sufrió una serie de derrotas en Manhattan, con la excepción de una victoria en Harlem Heights, pero sin embargo fue perseguido al norte a White Plains, Nueva York. En ese punto Howe regresó a Manhattan para capturar las fuerzas que Washington había dejado en el norte de la isla.
Washington y gran parte de su ejército cruzaron el río Hudson en Nueva Jersey, y se retiraron al otro lado del río Delaware en Pensilvania, disminuyendo debido a la finalización de los períodos de alistamiento, las deserciones y desmoralización. Howe ordenó en diciembre el acuartelamiento de sus tropas por el invierno, estableciendo una cadena de puestos de avanzada de Nueva York a Burlington, Nueva Jersey. Washington, en un tremendo impulso para la moral estadounidense, lanzó un ataque exitoso contra la guarnición de Trenton después de cruzar el helado río Delaware, lo que llevó a Howe a retirar su cadena de puestos de avanzada de regreso a Nueva Brunswick y la costa cerca de Nueva York, mientras que Washington estableció su campamento de invierno en Morristown.
Gran Bretaña mantuvo el control de la ciudad de Nueva York y parte del territorio circundante hasta el término de la guerra en 1783, usándola como base para operaciones en otras partes de América del Norte. En 1777, el general Howe lanzó una campaña para capturar Filadelfia, dejando al general Henry Clinton al mando de la zona de Nueva York, mientras que el general John Burgoyne encabezó un intento de hacerse con el control del valle del río Hudson desde Quebec que falló en Saratoga. El norte de Nueva Jersey fue el escenario de escaramuzas entre las fuerzas de oposición por el resto de la guerra.

## Antecedentes
Cuando la revolución estadounidense estalló en abril de 1775, las tropas británicas estaban sitiadas en Boston. Derrotaron a las fuerzas patriotas en la batalla de Bunker Hill, sufriendo bajas muy altas. Cuando las noticias de la costosa victoria británica llegaron a Londres, el general William Howe y Lord George Germain, decidieron que debía tomarse una "acción decisiva" frente a Nueva York, con las fuerzas reclutadas en todo el Imperio Británico, así como tropas a sueldo de los pequeños estados alemanes.
El general George Washington, recientemente nombrado comandante en jefe del Ejército Continental por el Segundo Congreso Continental, se hizo eco del sentir de otros al afirmar que Nueva York era «un puesto de importancia infinita», y comenzó la tarea de organizar operaciones militares en la región de Nueva York cuando se detuvo allí de camino al asedio de Boston, cuyo mando iba a asumir. En enero de 1776 Washington ordenó a Charles Lee reclutar tropas y tomar el mando de las defensas de Nueva York. Lee había hecho algunos progresos en las defensas de la ciudad cuando llegó la noticia a finales de marzo de 1776 de que el ejército británico había salido de Boston después de que Washington lo amenazase desde las colinas del sur de la ciudad. Preocupado por el hecho de que el general Howe estuviese dirigiéndose directamente a Nueva York, Washington se apresuró a enviar los regimientos desde Boston, incluyendo al general Israel Putnam, quien mandó interinamente las tropas de Washington hasta que este llegó a mediados de abril. A finales de abril, Washington despachó al general John Sullivan con seis regimientos al norte para reforzar la tambaleante campaña de Quebec.

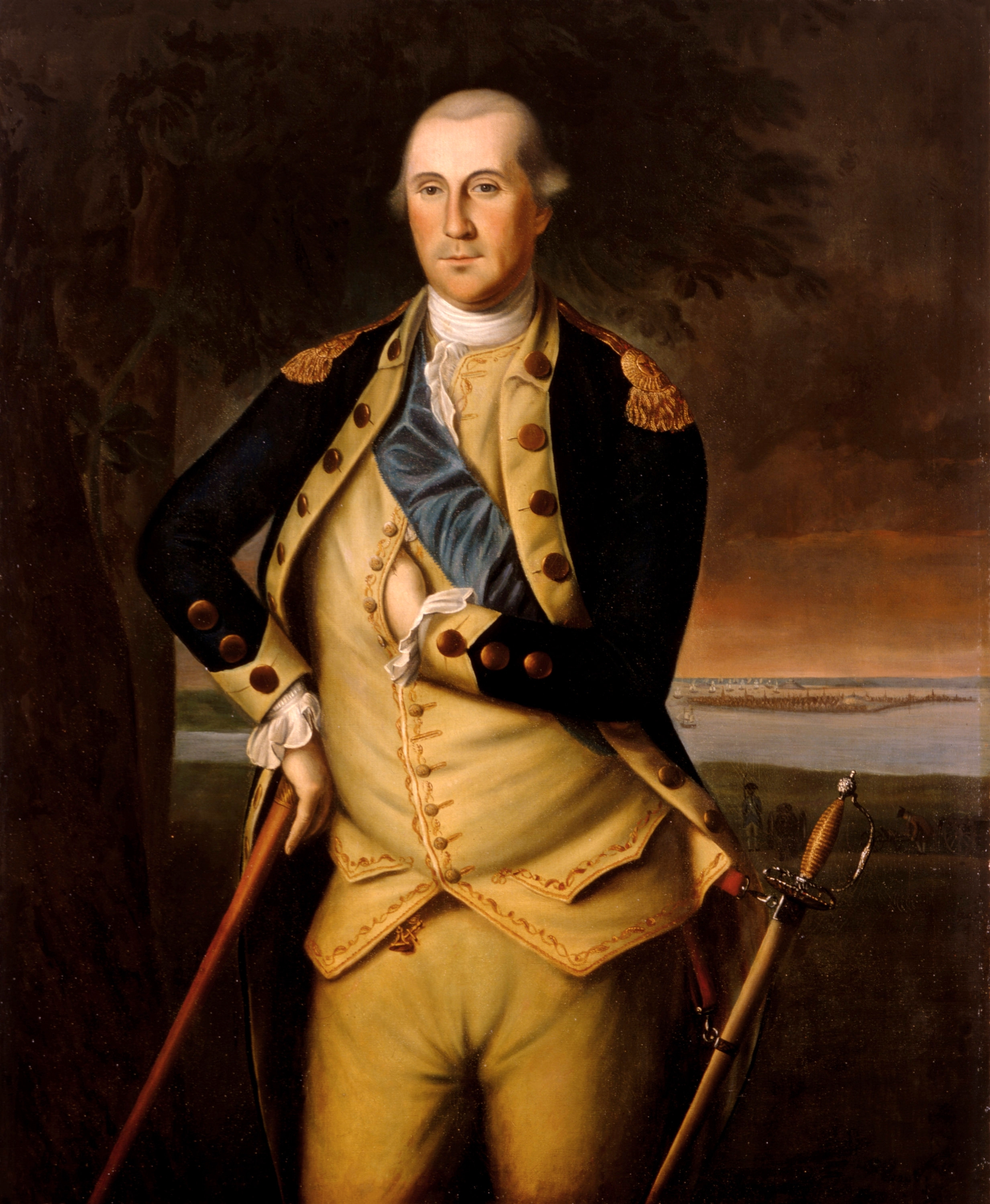
George Washington, por Charles Willson Peale

El general Howe, en lugar de marchar contra Nueva York, retiró su ejército a Halifax, Nueva Escocia, y se reagrupó; mientras los transportes cargados de tropas británicas enviadas desde bases en Europa y destinadas a Nueva York comenzaron a reunirse en Halifax. En junio Howe se embarcó rumbo a Nueva York con nueve hombres, antes de que hubiesen llegaro todos los transportes. Las tropas alemanas, principalmente de Hesse-Kassel, así como de las británicas de la fracasada expedición de Henry Clinton a las Carolinas, fueron a reunirse con la flota de Howe cuando este llegó a Nueva York. El hermano del general Howe, el almirante Richard Howe, arribó a Halifax con transportes adicionales luego de la partida del general, y le siguió inmediatamente.
Cuando el general Howe llegó al puerto exterior de Nueva York, los barcos se dirigieron hacia la indefensa Narrows, entre Staten Island y Long Island; el 2 de julio, comenzó el desembarco de las tropas en las costas indefensas de Staten Island. Washington supo por prisioneros que Howe había desembarcado diez mil hombres y esperaba otros quince mil. El general Washington, con un ejército más pequeño, de cerca de diecinueve mil soldados, carecía de información significativa sobre el dispositivo y los planes británicos, y no estaba seguro de en que zona de Nueva York atacaría Howe. Por lo tanto, distribuyó el Ejército Continental entre las posiciones fortificadas de Long Island, Manhattan y otros lugares del territorio continental y estableció un campamento en el norte de Nueva Jersey. Con ello pretendía conservar una reserva que pudiera participar en las operaciones en cualquier punto del curso del Hudson en Jersey.

## Captura de la ciudad de Nueva York

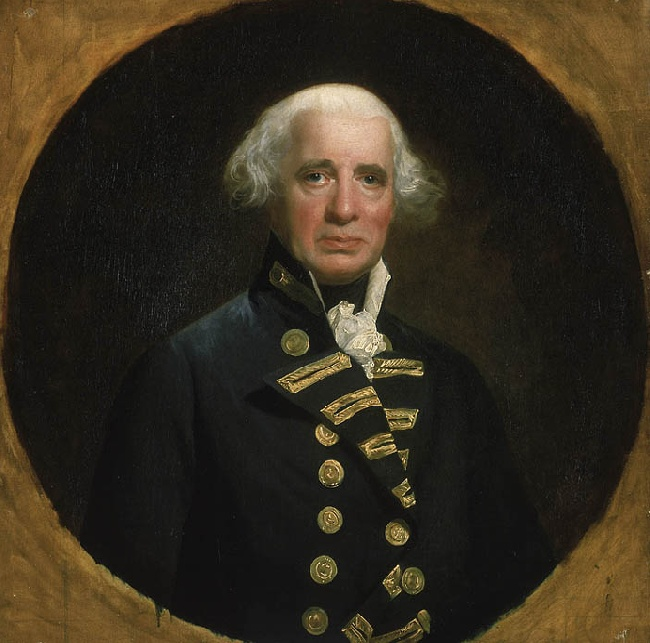
Almirante Richard Howe, grabado por R. Dunkarton

El Parlamento les concedido autoridad como comisionados de paz a los hermanos Howe, con poderes limitados para buscar una solución pacífica al conflicto. El rey Jorge III no era optimista sobre la posibilidad de paz. Sus poderes se limitaban a conceder "indultos generales y especiales" y para "conferenciar con cualquiera de los súbditos de su majestad". El 14 de julio, de acuerdo con estos poderes, el almirante Howe envió un mensajero con una carta dirigida a "George Washington, Esq.", a través del puerto. Joseph Reed, el ayudante de Washington, amablemente informó al mensajero que ninguna persona con ese título se encontraba en su ejército. El ayudante del almirante Howe escribió que "el formalismo de una dirección" no debería haber impedido la entrega de la carta, y de Howe se decía que estaba visiblemente molesto por el rechazo. Una segunda petición, dirigida a "George Washington, Esq., etc." fue rechazada de manera similar, a pesar de que el mensajero le dijo que Washington podría recibir a uno de los ayudantes de Howe. En esa reunión infructuosa celebrada el 20 de julio, Washington señaló que los poderes limitados de los hermanos Howe no eran de mucha utilidad, ya que los rebeldes no habían hecho nada malo para exigir una amnistía.
A finales de agosto, los británicos transportan cerca de 22 000 hombres (incluidos 9000 hessianos) a Long Island. En la Batalla de Long Island el 27 de agosto de 1776, los británicos flanquearon las posiciones estadounidenses, conduciendo a los estadounidenses de nuevo a las fortificaciones de Brooklyn Heights. El general Howe comenzó las obras de asedio, pero Washington hábilmente logró una retirada nocturna a través de su desprotegida retaguardia en el East River para la isla de Manhattan. Howe hizo una pausa para consolidar su posición y considerar su próximo movimiento.

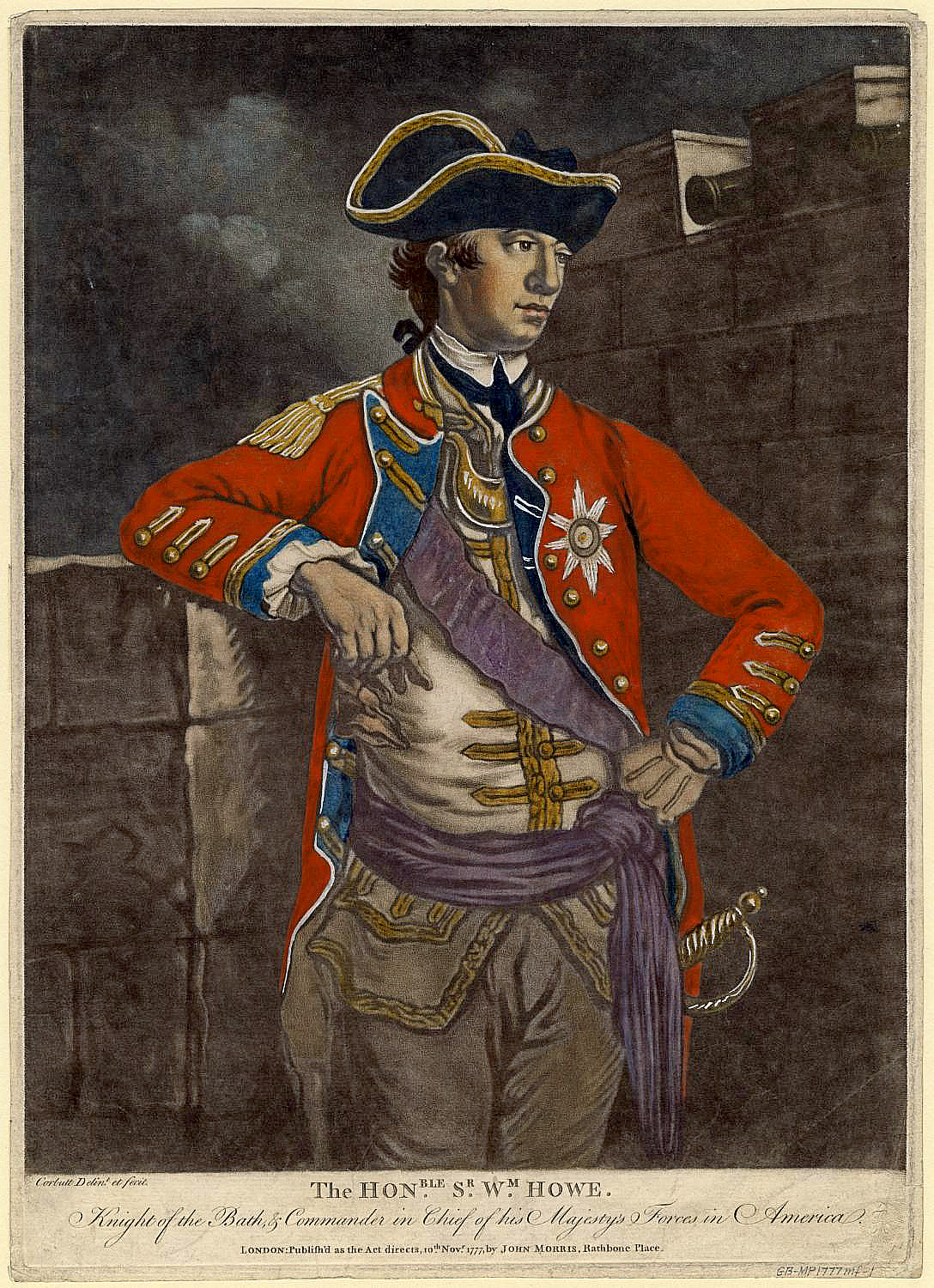
El general William Howe en 1777

Durante la batalla, los británicos capturaron al general John Sullivan. El almirante Howe le convenció para entregar un mensaje al Congreso en Filadelfia, y lo dejó en libertad bajo palabra. Washington también dio su permiso, y el 2 de septiembre Sullivan le dijo al Congreso que los Howes querían negociar, y que habían recibido poderes mucho más amplios para tratar de que las negociaciones se llevaran a cabo. Esto creó un problema diplomático para el Congreso, que no querrían ser vistos como agresivos, que es como algunos representantes consideraron que parecería un rechazo directo a la apelación. Consecuentemente, el Congreso acordó enviar una comisión para reunirse con los Howes, en una medida que no se creía que hubiera ningún fruto. El 11 de septiembre, los hermanos Howe se reunieron con John Adams, Benjamin Franklin, y Edward Rutledge en la Conferencia de paz de Staten Island. Tuvo exactamente el resultado que los estadounidenses esperaban.
Durante este tiempo, Washington, que había sido ordenado por el Congreso para mantener Nueva York, estaba preocupado de que podría haber escapado de una trampa para otra, ya que el ejército seguía siendo vulnerable al estar rodeado en Manhattan. Para mantener sus rutas de escape abiertas hacia el norte, colocó 5000 soldados en la ciudad (que entonces solo ocupaba la parte más baja de Manhattan), y se llevó el resto del ejército para Harlem Heights. En el primer uso registrado de un submarino en la guerra, él también intentó un ataque a la Armada Real con el lanzamiento del sumergible Turtle en un intento fallido de hundir el HMS Eagle, buque insignia del almirante Howe.
El 15 de septiembre, el general Howe desembarcó cerca de 12 000 hombres en el sur de Manhattan, tomando rápidamente el control de la ciudad de Nueva York. Los estadounidenses se retiraron a Harlem, donde hubo una escaramuza al día siguiente, pero se mantuvieron firmes. En lugar de intentar expulsar a Washington de su sólida posición por segunda vez, Howe optó de nuevo por una maniobra de flanqueo. Desembarcó las tropas con cierta oposición en octubre, en el condado de Westchester, buscando rodear a Washington una vez más. Para defenderse de este movimiento, Washington retiró la mayor parte de su ejército a White Plains, donde después de una corta batalla el 28 de octubre se retiró hacia el norte. Esto aisló el resto de las tropas del Ejército Continental en el Alto Manhattan, por lo que Howe volvió a Manhattan y capturó Fort Washington a mediados de noviembre, tomando casi 3000 prisioneros. Cuatro días más tarde, Fort Lee, cruzando el río Hudson desde Fort Washington, también fue capturado. Washington llevó gran parte de su ejército a través del río Hudson dentro de Nueva Jersey, pero se vio obligado a retirarse de inmediato por el agresivo avance británico.

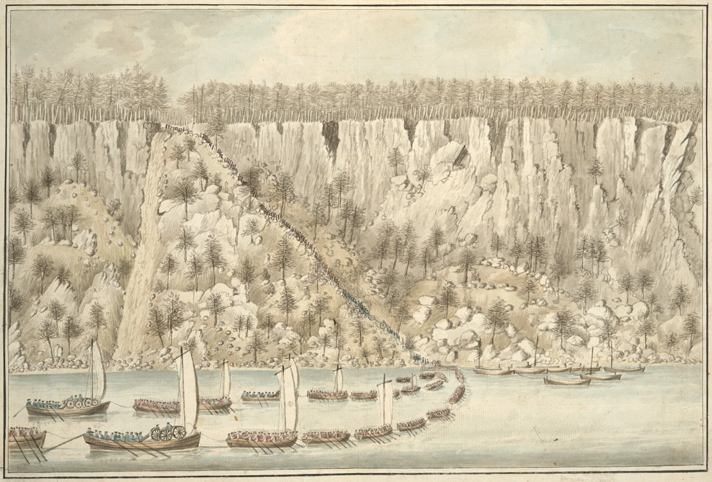
Representación del desembarco británico en Nueva Jersey, por Thomas Davies

El general Howe, después de consolidar las posiciones británicas alrededor de puerto de Nueva York, separó 6000 hombres bajo el mando de dos de sus subordinados más difíciles, Henry Clinton y Hugh Percy para tomar Newport, Rhode Island (cosa que hicieron sin oposición el 8 de diciembre), mientras tanto envió a Charles Cornwallis a perseguir el ejército de Washington a través de Nueva Jersey. Los estadounidenses se retiraron a través del río Delaware en Pensilvania a principios de diciembre.

## Reacciones
Las perspectivas del Ejército Continental —y por lo tanto la revolución misma— eran sombrías. "Estos son los tiempos que 	
ponen a prueba las almas de los hombres", escribió Thomas Paine en The American Crisis. El ejército de Washington se había reducido a menos de 5000 hombres aptos para el servicio y se redujo significativamente después de que el alistamiento expiró a finales de año. Los ánimos estaban bajos, el apoyo popular estaba indeciso, y el Congreso habían abandonado Filadelfia, por temor a un ataque británico. Washington ordenó a algunos de los soldados que regresaban de la fallida invasión de Quebec que se reuniesen con él, también ordenó a las tropas del general Lee, que había dejado al norte de Nueva York, a unirse a él. Lee, cuya relación con Washington se encontraba en tiempos difíciles, dio excusas, y solo llegó hasta Morristown, Nueva Jersey. Cuando Lee se alejó demasiado de su ejército el 12 de diciembre, expuso su posición y fue traicionado por los lealistas, una compañía británica al mando del teniente coronel Banastre Tarleton rodeó la posada donde se hospedaba y se lo llevaron preso. Del comando de Lee se hizo cargo John Sullivan, quien terminó marchando con el ejército hasta el campamento de Washington, cruzando el río desde Trenton.
La captura de Lee presentó a los Howes un prisionero problemático. Al igual que otros líderes del Ejército Continental que habían servido en el ejército británico. Debido a esto, los Howes en un principio lo trataban como un desertor, con amenazas de castigo militar. Sin embargo, Washington intervino, vinculando el tratamiento de Lee al trato de los presos que él tenía. Lee fue tratado bien en última instancia, y al parecer ofreció asesoramiento a los comandantes británicos sobre cómo ganar la guerra. Debido a que los estadounidenses no tenían un prisionero de rango similar, Lee siguió siendo un prisionero en Nueva York hasta 1778, cuando fue cambiado por Richard Prescott.

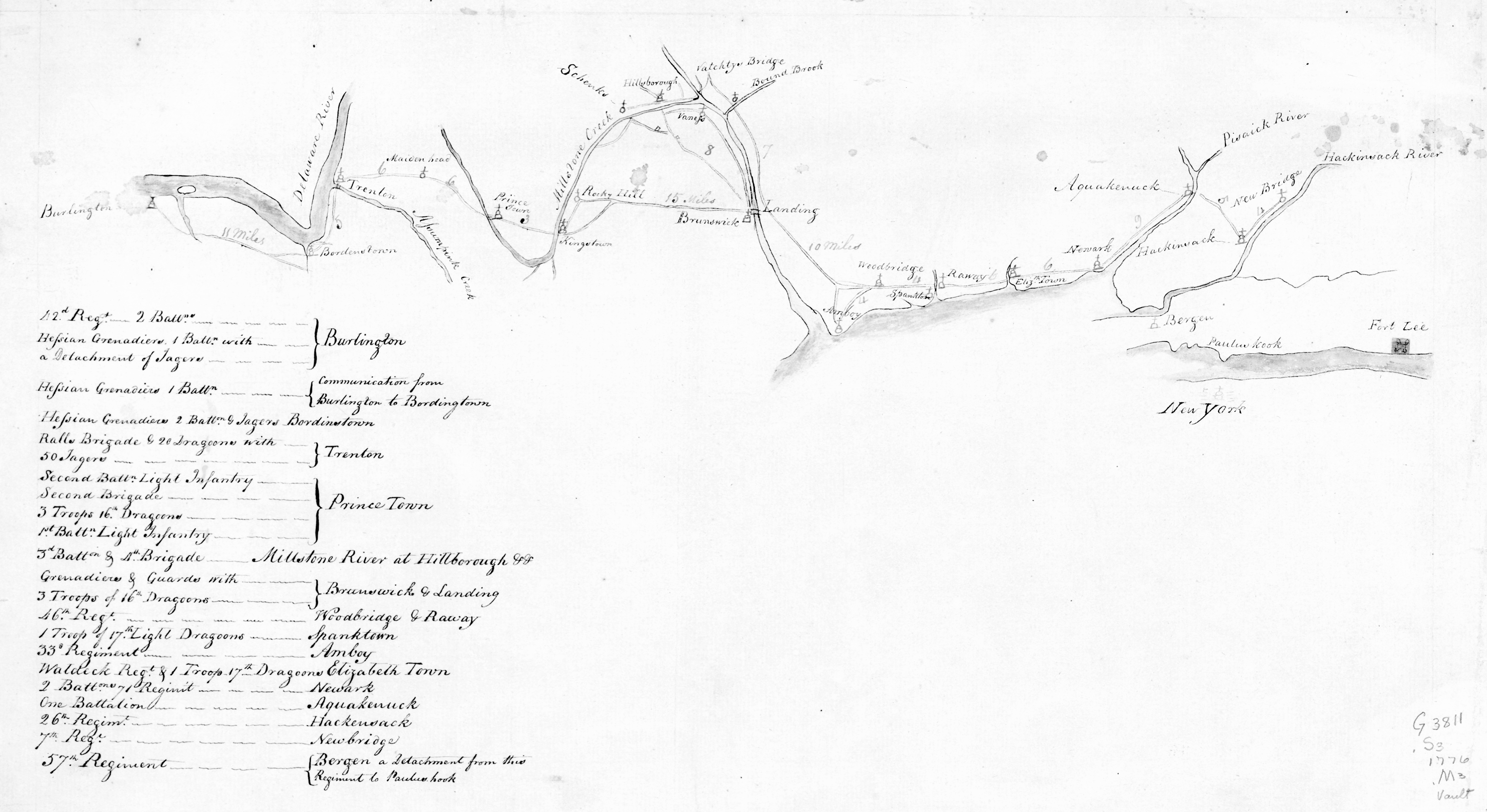
Un bosquejo dibujado a mano que representa la ubicación de los puestos de avanzada británicos en Nueva Jersey. La orientación es el norte a la derecha.

El fracaso del Ejército Continental para mantener Nueva York también provocó un aumento de la actividad lealista. Los británicos reclutaron activamente en Nueva York y Nueva Jersey para crear regimientos de la milicia provincial, con cierto éxito. Los lealistas en estas áreas podrían haber sido motivados viendo los elementos de la cabeza del ejército rebelde en casa, después de que los enlistamientos terminasen. Un líder de la milicia patriota de Nueva York escribió que treinta de sus hombres en lugar de reenlistarse con él, habían firmado su lugar con el enemigo. El 30 de noviembre el almirante Howe ofreció amnistía a cualquier persona que hubiese tomado las armas contra la Corona, siempre y cuando prestara juramento a ella. Washington respondió con su propia proclamación, sugiriendo que aquellos que no renunciaran a tales juramentos deberían ir inmediatamente tras las líneas británicas. Como resultado Nueva Jersey se convirtió en un campo de batalla civil, con actividades milicianas, así como de espionaje y contraespionaje continuando durante el resto de la guerra.
La noticia de la captura de Nueva York fue recibida favorablemente en Londres, y el general Howe fue condecorado con la Orden del Baño por su trabajo. Combinada con la noticia de la recuperación de Quebec, las circunstancias sugirieron a los líderes británicos que la guerra podría terminarse con un año más de campaña. Las noticias sobre la proclama de amnistía del almirante Howe fueron recibidas con cierta sorpresa, ya que las condiciones eran más indulgentes de lo que los extremistas en el gobierno esperaban. Los políticos opuestos a la guerra señalaron que en el anuncio no se menciona la primacía del Parlamento. Además, los Howes fueron criticados por no mantener informado al Parlamento sobre varios esfuerzos de paz en los que se embarcaron.

## La estrategia de Howe
Con la campaña en una aparente conclusión para la temporada, los británicos establecieron una cadena de puestos avanzados que se extendían desde Perth Amboy a Bordentown y pasaron a los cuarteles de invierno. Controlaban gran parte de Nueva York y Nueva Jersey y estaban en buena posición para reanudar las operaciones en la primavera; la capital rebelde de Filadelfia esta a su alcance. Howe despachó al general Clinton con seis mil hombres para ocupar Newport, Rhode Island, que debía servir como base para futuras operaciones contra Boston y Connecticut; Clinton ocupó Newport a principios de diciembre sin encontrar oposición. Howe luego esbozó una campaña para el año siguiente en una carta a lord Germain: diez mil hombres marcharían contra Newport, otros tantos participarían en una expedición a Albany (para unirse a un ejército que descendería de Quebec), ocho mil más cruzarían Nueva Jersey y amenazarían Filadelfia, y finalmente otros cinco mil defenderían Nueva York.

## Contraataque de Washington
Aunque preocupándose por cómo mantener a su ejército unido, Washington organizó ataques contra los puestos de avanzada británicos.
Los comandantes alemanes Carl von Donop y Johann Rall, cuyas brigadas estaban al final de la cadena de puestos de avanzada, fueron blanco frecuente de estos ataques, pero sus repetidas advertencias y solicitudes de apoyo del general James Grant fueron desestimadas.

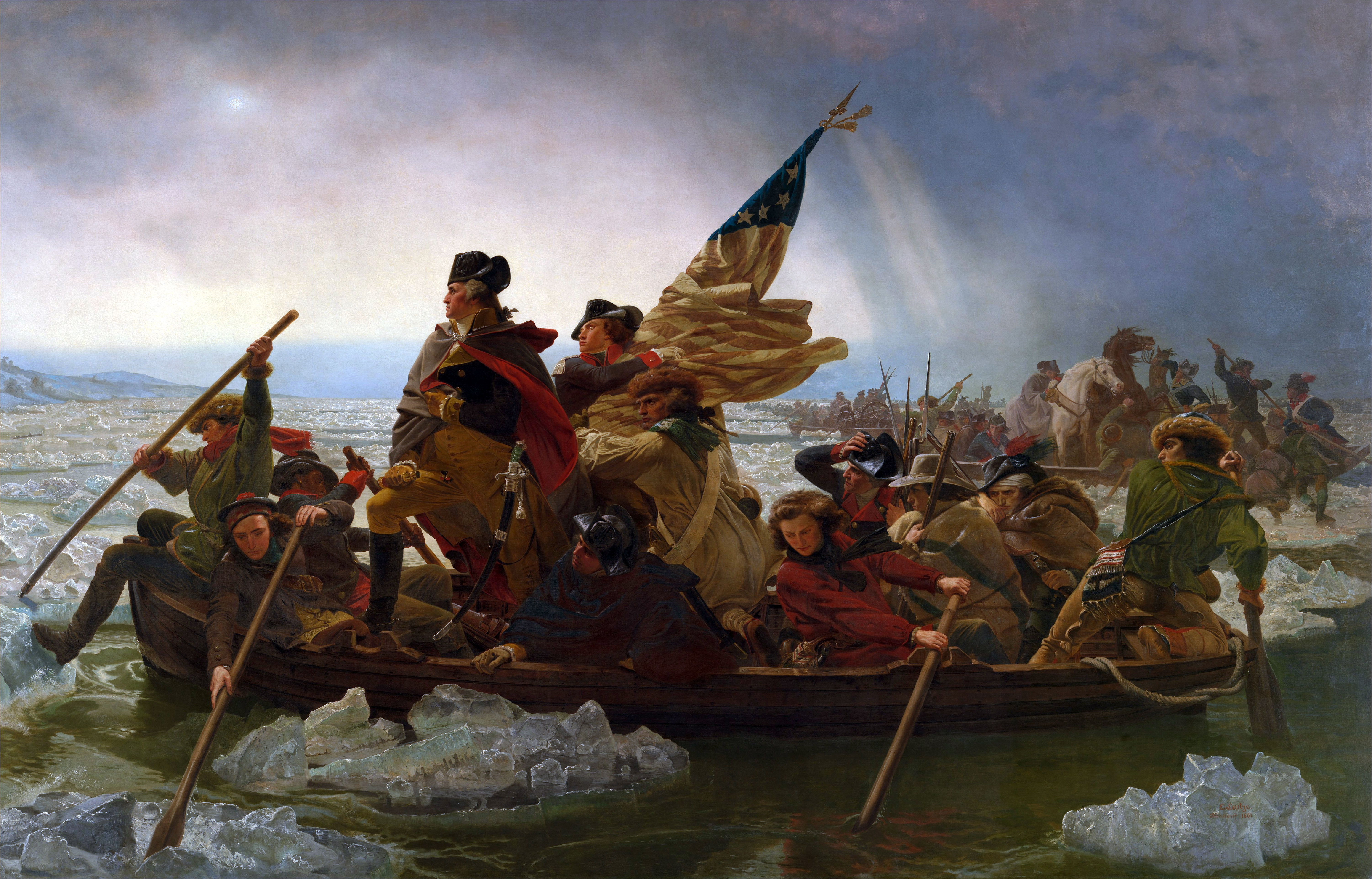
La pintura Washington Crossing the Delaware de Emanuel Leutze, es una imagen icónica en la historia estadounidense.

A partir de mediados de diciembre, Washington planeó un ataque de dos frentes sobre las avanzada de Rall en Trenton, con un tercer ataque de distracción en el puesto de avanzada de Donop en Bordentown. El plan se vio favorecido por la presencia fortuita de una compañía de milicia que atrajo a toda la fuerza de dos mil hombres de Donop, lejos, hacia el sur de Bordentown, dando lugar a una escaramuza en Mount Holly el 23 de diciembre. Las consecuencias de esta acción fueron que Donop no estaba en condiciones de ayudar a Rall cuando tuvo lugar el ataque de Washington en Trenton. En la noche de Navidad, Washington y dos mil cuatrocientos hombres sigilosamente cruzaron el Delaware y sorprendieron el puesto de Rall la mañana siguiente, matando o capturando casi 1000 hessianos. Esta acción impulsó significativamente la moral del ejército, pero también trajo a Cornwallis fuera de Nueva York. Reunió un ejército de más de seis mil hombres; la mayoría de ellos marcharon contra una posición que Washington había tomado al sur de Trenton. Dejando una guarnición de mil doscientos soldados en Princeton, Cornwallis atacó la posición de Washington el 2 de enero, pero fue rechazado tres veces antes de que oscureciera. Durante la noche, una vez más, Washington movió sigilosamente su ejército, rodeando a Cornwallis con la intención de acometer a la guarnición de Princeton.
Hugh Mercer dirigió a la vanguardia estadounidense y chocó con los soldados británicos bajo el mando de Charles Mawhood en Princeton. Las tropas británicas atacaron a Mercer, que fue herido de muerte en la batalla. Washington le envió refuerzos al mando del general John Cadwalader, que pudo repeler a Mawhood y expulsarlo de Princeton; gran parte de los británicos huyeron a Trenton, donde se encontraba Cornwallis. Los británicos perdieron más de una cuarta parte de sus hombres en la batalla, la victoria animó a los estadounidenses.

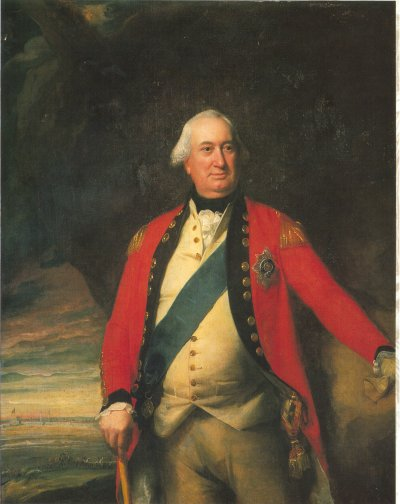
El general Charles Cornwallis, I marqués de Cornwallis, retratado por John Singleton Copley

Las derrotas convencieron al general Howe de retirar la mayor parte de su ejército de Nueva Jersey, dejando solo puestos de avanzada en Nuevo Brunswick y Perth Amboy. Washington se acuarteló para invernar en Morristown, después de haber vuelto a arrebatar la mayor parte del estado a los británicos. Sin embargo, las provisiones de ambos ejércitos eran limitadas, y los comandantes respectivos enviaron parte de sus tropas a buscar comida y otros suministros. Durante los próximos meses, los dos bandos se enzarzaron en una guerra forrajera, en la que cada uno elegía como blanco las partes de alimentación de la otra. Esto dio lugar a numerosas escaramuzas y enfrentamientos menores, como la batalla de Millstone. Los británicos también se atacaron entre sí sobre el tema de las provisiones. Lord Percy renunció a su puesto después de una serie de desacuerdos con Howe, que culminó por la capacidad de la estación de Newport de proporcionar alimento a las fuerzas de Nueva York y Nueva Jersey.

## Consecuencias
Los británicos tomaron el control del puerto de Nueva York y las zonas agrícolas circundantes, manteniendo la ciudad de Nueva York y Long Island hasta el final la guerra en 1783. Los estadounidenses sufrieron importantes bajas y pérdida de suministros, pero Washington logró conservar el núcleo de su ejército y evitó un enfrentamiento decisivo que podría haber terminado la guerra. Con los golpes audaces en Trenton y Princeton, había recuperado la iniciativa y aumentado la moral. Las áreas alrededor de la ciudad de Nueva York en Nueva York, Nueva Jersey y Connecticut fueron un campo de batalla permanente durante el resto de la guerra.
En los primeros informes que el general Howe envió a sus superiores en Londres sobre las batallas de Trenton y Princeton intentó minimizar su importancia, culpando a Rall por Trenton, y tratando de reformular Princeton como una defensa casi exitosa. No todo el mundo se dejó engañar por estos reporte, en especial Lord Germain. En una carta al general hessiano Leopold Philip de Heister, Germain escribió que "el oficial que comandaba [las fuerzas en Trenton] y a quien debe atribuirse esta desgracia, ha perdido la vida por su temeridad". Heister a su vez tenía que informar a su gobernante, Federico II de Hesse-Kassel, la noticia de que no solo había perdido una brigada entera, sino también dieciséis banderas regimentales y seis cañones. La noticia de los informes enfureció a Federico, que en términos generales sugirió a Heister el regreso a casa (cosa que hizo, pasando el mando de las fuerzas de Hesse a Wilhelm von Knyphausen). Federico también ordenó una amplia investigación sobre los acontecimientos de 1776, que tuvo lugar en Nueva York desde 1778 hasta 1782. Estas investigaciones crearon un archivo único de materiales sobre la campaña.
Las noticias de los éxitos de Washington llegaron a París en un momento crítico. El embajador británico en Francia, David Murray, estaba preparando las denuncias ante el ministro de Relaciones Exteriores de Francia, el conde de Vergennes, en relación con el apoyo financiero y logístico semi-secreto que Francia había estado dando a los rebeldes. Stormont se había enterado de que los suministros con destino a los Estados Unidos iban a ser embarcados bajo banderas francesas, donde anteriormente se habían enviado con colores estadounidenses. Él escribió que la corte francesa estaba muy feliz con la noticia, y que la posición diplomática francesa se endureció notablemente: "que M. de Vergennes es hostil en su corazón y su ansia por el éxito de los rebeldes no tienen una sombra de una duda".

## Pasos siguientes

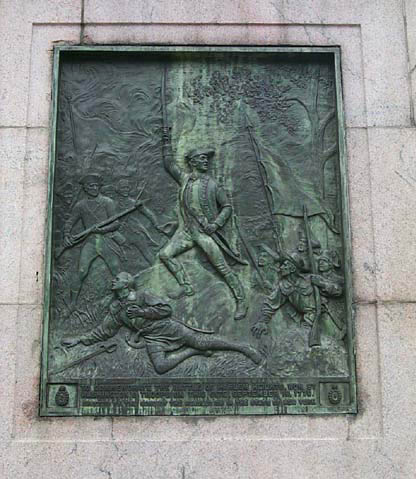
Una placa conmemorativa de la batalla de Harlem Heights en el edificio de matemáticas en la Universidad de Columbia

Los británicos planearon dos operaciones principales en la campaña de 1777. La primera fue un ambicioso plan para apoderarse del valle del río Hudson, cuya clave fue un avance del ejército de Quebec del general John Burgoyne a lo largo del lago Champlain. La ejecución de este plan falló en última instancia: Burgoyne acabó rindiéndose en Saratoga, Nueva York, en octubre. La segunda operación fue el plan general de Howe para tomar Filadelfia que, tras un comienzo difícil, concluyó con éxito en septiembre.
La estrategia de Washington en 1777 continuó siendo básicamente defensiva. Evitó el intento de Howe de atraerlo a un combate general en el norte de Nueva Jersey, pero no pudo impedir la conquista de Filadelfia. Hizo enviar ayuda material al general Horatio Gates, que estaba encargado de hacer frente a las maniobras de Burgoyne. El mayor general Benedict Arnold y los fusileros de Daniel Morgan desempeñaron un papel destacado en la derrota de Burgoyne, después de que Francia hubiese entrado en la guerra.

## Legado
En los entornos urbanos de Manhattan, Brooklyn y Trenton hay placas y monumentos colocados para conmemorar las acciones que tuvieron lugar en y alrededor de esos lugares. El campo de batalla de Princeton y el cruce de Washington son Monumentos Históricos Nacionales, con algunos parques estatales preservando la totalidad o parte de los lugares donde los acontecimientos de esta campaña se produjeron en esas áreas. El parque histórico nacional Morristown conserva lugares ocupados por el Ejército Continental durante los meses de invierno, al final de la campaña.